# Jacques de Molay
Jacques de Molay, talvolta italianizzato in Giacomo di Molai (Molay, tra il 1244 e il 1249 – Parigi, 11 o 18 marzo 1314), è stato un cavaliere medievale francese ultimo Gran maestro dell'Ordine templare, prima della sua dissoluzione, dal 1292 alla morte.

## Biografia
Nacque tra il 1244 e il 1249 dal nobile burgundo Jean de Longwy e dalla figlia del sire di Rahon. Dato che alcuni documenti riportano il nome Molay, è soltanto per tradizione che si designa come sua città natale una Molay presso Besançon. Degli anni d'infanzia di Jacques non si hanno notizie certe.
Nel 1265 Jacques venne accolto nell'ordine dei Templari a Beaune. A condurre le cerimonie di noviziato furono Ymbert de Peraudo e Amalric de Ruppe. Soltanto a partire dal 1270 il nome di Jacques di Molay affiora negli annali. Lo si vuole in Outremer, nome con cui in quei tempi veniva chiamata la Terra santa crociata. Nel 1285 Jacques di Molay venne nominato conte di San Giovanni d'Acri, ma nel 1290 si stabilì a Cipro e pertanto non poté partecipare alla difesa di San Giovanni d'Acri nel 1291. Ancora nel 1291, in occasione di un concilio dell'Ordine, Jacques manifestò la sua insoddisfazione riguardo alla situazione interna e dichiarò il proposito di introdurre cambiamenti. A partire dal 1294 ricoprì la carica di capo dell'Ordine.

### Processo contro i Templari ed esecuzione

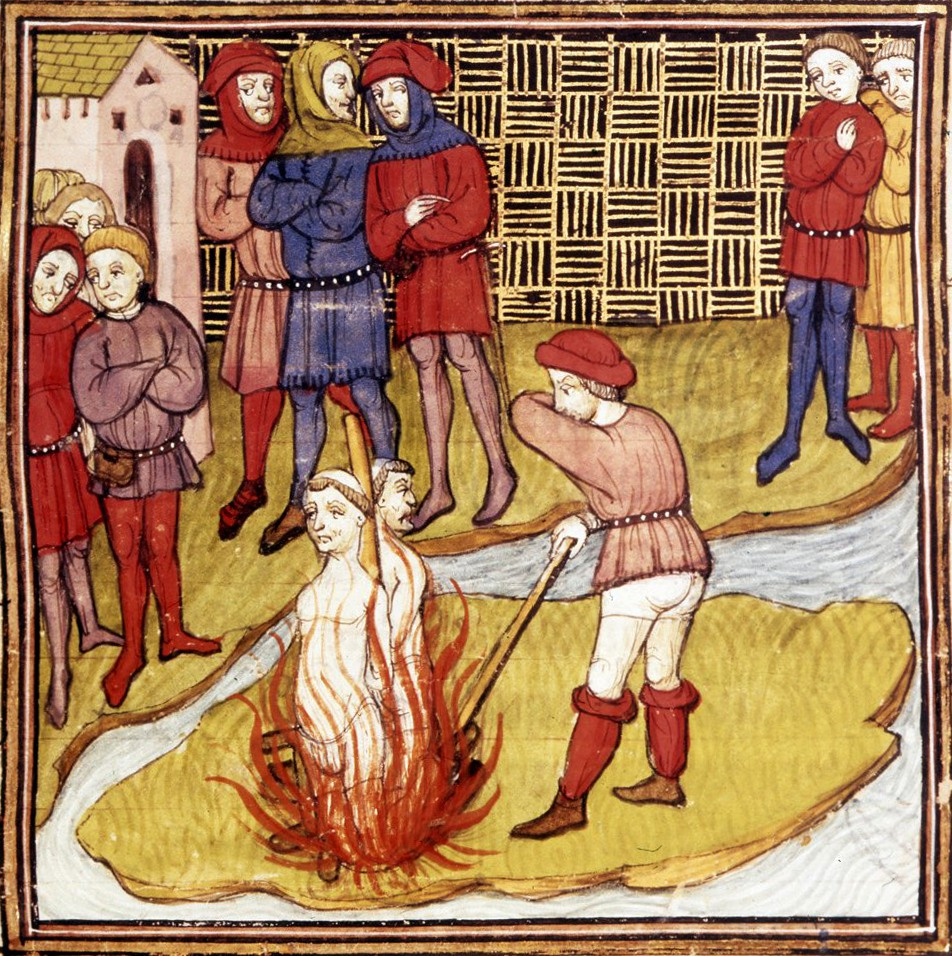
Morte dei Templari Geoffrey de Charnay e Jacques de Molay. Miniatura conservata alla British Library

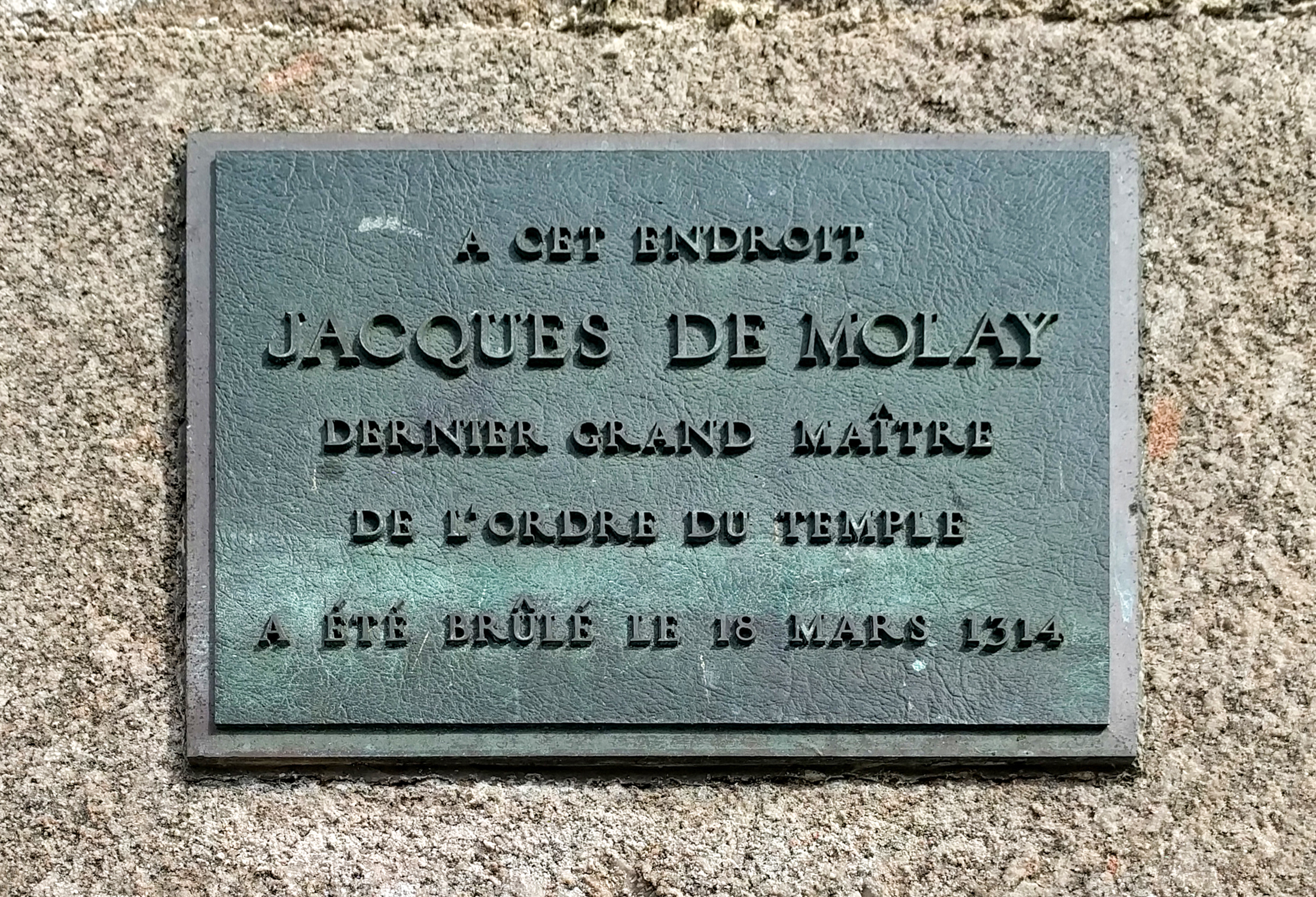
Lapide commemorativa della morte di Jacques de Molay presso il Pont Neuf a Parigi

Venerdì 13 ottobre 1307 venne arrestato assieme a tutti gli altri Templari di Francia. Nel corso del processo fu sottoposto a tortura avallando le tesi dell'accusa e quindi condannato alla prigionia a vita. Il sacerdote e studioso di simbolismo cristiano Louis Charbonneau-Lassay ipotizzò che i graffiti nella torre del castello di Chinon fossero opera di Jacques de Molay e di Geoffrey de Charnay durante la loro prigionia. Come dimostra la pergamena di Chinon, scoperta dalla storica Barbara Frale nel 2001, i Templari furono accolti nella comunione della Chiesa Cattolica nel 1308 e soppressi per via amministrativa (non scomunicati) dal Concilio di Vienne del 1312 sotto la pressione del re di Francia Filippo IV.
In seguito Jacques de Molay ritrattò le sue dichiarazioni. Ciò lo condannò al rogo assieme al compagno di prigionia Geoffrey de Charnay. Il rogo fu consumato a Parigi sull'isola della Senna detta dei giudei, nei pressi di Notre Dame, l'11 o il 18 marzo 1314. La leggenda narra che prima dell'esecuzione Jacques de Molay abbia maledetto la stirpe di Filippo IV e inveito contro Papa Clemente V. Solo un mese dopo il Papa morì e nell'inverno di quello stesso anno anche al re di Francia toccò la stessa sorte. Ciò non fece altro che rafforzare l'idea comune che egli fosse caduto vittima di un'ingiustizia e che le maledizioni da lui scagliate si fossero avverate. In tempi più recenti si è diffusa la leggenda secondo cui l'esecuzione di Luigi XVI durante la Rivoluzione francese - che pose fine in qualche modo alla monarchia assoluta in Francia - sarebbe stata il coronamento della vendetta dei templari (alcuni storici sensazionalisti dell'epoca riportarono la notizia che il boia Charles-Henri Sanson, prima di calare la ghigliottina sulla testa del sovrano, gli avrebbe mormorato: «Io sono un Templare, e sono qui per portare a compimento la vendetta di Jacques de Molay»).
Secondo alcune testimonianze dell'epoca, mentre l'assistente del boia Sanson mostrò la testa mozzata di Luigi XVI, uno sconosciuto in mezzo alla folla gridò: «Jacques de Molay, sei stato vendicato!».
L'ultima profezia fu lanciata contro la Chiesa la quale non sarebbe sopravvissuta oltre settecento anni.
Sul luogo della sua esecuzione lo ricorda ancor oggi una piccola lapide. Essa si trova sul lato occidentale del Pont Neuf sulla Île de la Cité di Parigi. La lapide si trova ai piedi del ponte, su muro opposto all'ingresso al parco dell'isola.
Barbara Frale ha rinvenuto agli inizi degli anni duemila negli Archivi vaticani un documento, noto come pergamena di Chinon, il quale dimostra che papa Clemente V intendeva perdonare i templari nel 1314, assolvendo il loro Maestro e gli altri capi dell'Ordine dall'accusa di eresia, nell'eventualità forse di assoggettarlo a una profonda riforma, ma il potere esercitato sulla persona del pontefice dal re francese era troppo schiacciante per permettergli di decidere in autonomia.

## Influenza culturale
- A De Molay è intitolato l'Ordine di DeMolay, un'associazione internazionale per ragazzi che si basa sui principi della Massoneria, fondata nel 1919 negli Stati Uniti. Gli è stata dedicata, inoltre, una canzone dei Grave Digger, intitolato The curse of Jacques. Più in generale l'album dalla quale proviene Knights of the Cross (1998) è dedicato all'ordine dei cavalieri templari.
- Una Fondazione Jacques de Molay per le Opere Templari e di Carità è stata istituita dalla Milizia del Tempio, un'associazione di cattolici tradizionalisti fondata nel 1979 e con sede a Poggibonsi che dichiara di ispirarsi alle virtù cavalleresche, agli ideali e allo stile di vita dei Cavalieri templari, descritti da san Bernardo di Chiaravalle nel Liber ad milites Templi de laude novae militiae.
- Jacques De Molay viene citato nel videogioco Assassin's Creed: Unity, nel videogioco Broken Sword, The shadow of the Templars del 1997 e nel videogioco per PC Il tesoro di Venezia della Panebarco e della De Agostini. Compare in La maledizione dei Templari, miniserie TV del 2005, nella quale è interpretato da Gérard Depardieu, basata proprio sulla fantomatica maledizione che de Molay lanciò dal rogo. Viene inoltre citato nel libro Devil's Kiss di Sarwat Chadda. Nella serie televisiva Knightfall del 2017 viene interpretato da Robert Pugh (nella prima stagione) e da Matthew Marsh (nella seconda stagione).
- Jacques de Molay è nominato anche nel romanzo best seller internazionale, di Carlo A. Martigli, 999 L'ultimo custode (TEA, 2015), come antenato del protagonista del romanzo, Ferruccio de Mola, costretto a italianizzare il nome, servo di spada di Lorenzo de Medici e protettore di Pico della Mirandola.
- Jacques de Molay assieme ai templari e alla storia della sua morte sono narrati ne Il pendolo di Foucault di Umberto Eco.
- Viene fatto riferimento alla storia di Jacques de Molay e all'Ordine del Tempio anche nell'opera di Paulo Coelho Il Cammino di Santiago.
- Viene nominato nella canzone di Rancore: Questo pianeta.
- Viene menzionato nella canzone di Lanz Khan intitolata Hashishin e contenuta nell'album Luigi XVI
- Viene nominato anche nella canzone Non nobis domine del gruppo musicale italiano rock di destra 270bis.
- Viene nominato anche nella canzone dei Killing Joke "Blood on your hands" dall'album Killing Joke del 2003.